# Taubenturm (Friar’s Croft)

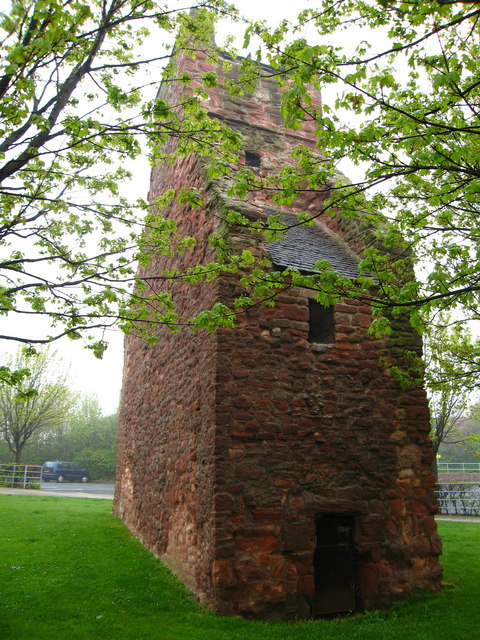
Taubenturm von Friar’s Croft

Der Taubenturm von Friar’s Croft ist ein Taubenturm in der schottischen Stadt Dunbar in der Council Area East Lothian. Er ist als Scheduled Monument denkmalgeschützt. Ein zusätzlicher Eintrag in den schottischen Denkmallisten in der höchsten Kategorie A wurde 2016 aufgehoben.

## Geschichte
Der Taubenturm steht im Zusammenhang mit einer Abtei des Trinitarier-Ordens. Diese wurde am Standort wahrscheinlich in den 1240er Jahren durch Gräfin Cristiana de Brus gegründet. Von der im Jahre 1529 aufgelösten Abtei ist heute nur noch der aus dem 15. Jahrhundert stammende Turm erhalten. Anhand archäologischer Untersuchungen ist nachvollziehbar, dass es sich bei diesem einst um den zentralen Turm der Klosterkirche handelte. Unklar bleibt jedoch, ob der Turm von Beginn an eine Doppelfunktion als Glockenturm und Taubenturm besaß oder erst nach Auflassung des Standortes zu einem Taubenturm umgenutzt wurde.

## Beschreibung
Der Taubenturm liegt im Zentrum von Dunbar abseits der Belhaven Road. Der Turm besteht aus einem Bruchsteinmauerwerk aus grob behauenem roten Sandstein, der insbesondere im oberen Abschnitt zu einem ungleichmäßigen Schichtenmauerwerk gelegt wurde. Der Taubenturm nimmt eine Grundfläche von 8,2 m Länge bei einer Breite von 3,7 m ein. Mittig ragt ein kleiner stumpfer Turm auf. An den Nord- und Südseiten verbreitert er sich und zeichnet die Form des ehemals anschließenden Langhauses nach. Die schiefergedeckten Dachflächen zeigen eine verhältnismäßig starke Dachneigung der Kirche an. An der Südseite führt eine kleine Tür ins Turminnere. Ursprünglich handelte es sich hierbei um ein bogenförmiges Portal, das teilweise durch Mauerwerk verschlossen wurde. Verschiedene Einfluglöcher führen ins Innere. Schwere Rundbögen tragen den zentralen Turm, in dem sich die Nistkästen befinden.